# ソリーゾレ
ソリーゾレ（伊: Sorisole  ( 音声ファイル)）は、イタリア共和国ロンバルディア州ベルガモ県にある、人口約9,000人の基礎自治体（コムーネ）。

## 地理

### 位置・広がり
ベルガモ県のコムーネ。県都ベルガモから北北西へ5km、州都ミラノから北東へ48kmの距離にある。

#### 隣接コムーネ
隣接するコムーネは以下の通り。
- アルメ
- ベルガモ
- パラディーナ
- ポンテラーニカ
- セドリーナ
- ヴィッラ・ダルメ
- ゾーニョ

### 地震分類

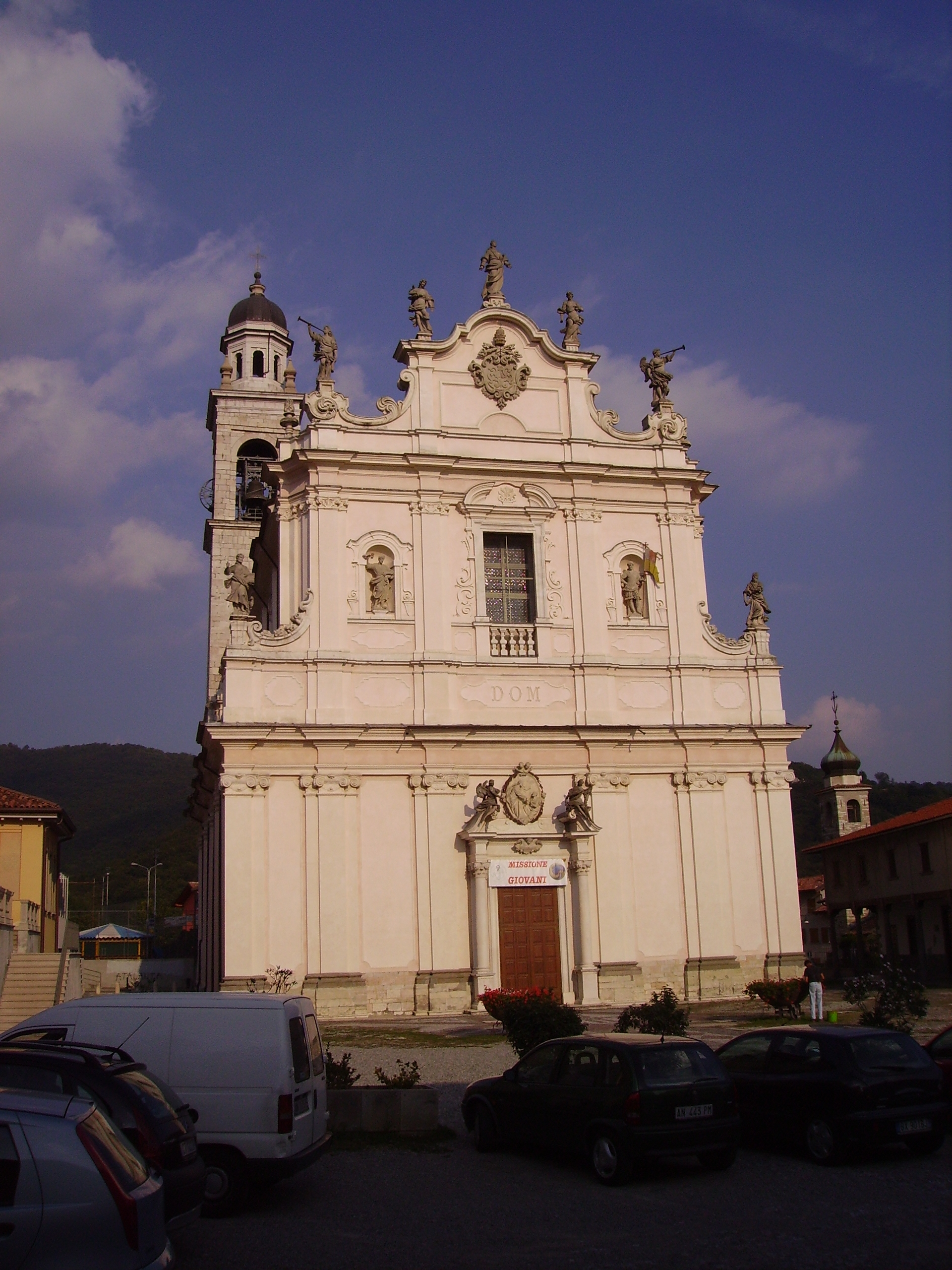
Chiesa parrocchiale di San Pietro

イタリアの地震リスク階級 (it) では、3 に分類される
。